# Frank Biela
Frank Stanley Biela (* 2. August 1964 in Neuss) ist ein ehemaliger deutscher Automobilrennfahrer.

## Karriere
Seinen Einstieg in den Motorsport fand Biela 1983 beim Kartsport. Danach stieg er über die Formel Ford und die deutsche Formel 2000 1987 mit Ford in die Deutsche Tourenwagen-Meisterschaft (DTM) auf. In seinem ersten Jahr konnte Biela bereits beim Rennen auf der AVUS einen Sieg einfahren. Im Jahr 1988 fuhr er neben der DTM eine komplette Saison in der Formel-3-Meisterschaft, wo er zwei Rennen gewinnen konnte.
1990 gewann Frank Biela auf Mercedes-Benz 190 einen DTM-Lauf auf der Nürburgring-Nordschleife.
1991 kam seine Tochter Isabelle Biela zur Welt, die in der Saison 2010 im VW Scirocco R-Cup als Fahrerin antrat. Ebenfalls 1991 wechselte Biela zu Audi Sport, der Marke, der er seither verbunden blieb. Auf Anhieb gewann er den Titel in der Deutschen Tourenwagen-Meisterschaft auf einem Audi V8. Verteidigen konnte er den Titel nicht, denn Audi stieg mitten in der Saison 1992 aus der DTM aus. In den folgenden Jahren trat er erfolgreich bei verschiedenen europäischen Tourenwagen-Meisterschaften an. 1993 wurde Biela französischer und 1996 britischer Tourenwagen-Meister.
1995 gewann Frank Biela das Tourenwagen-Weltfinale auf dem Circuit Paul Ricard. 1996 siegte er beim Tourenwagen-Grand-Prix in Macau auf einem Audi A4 quattro.
Am 10. September 1995 fuhr Bielas Audi während des Sprintrennens im Rahmen der STW auf der AVUS in Berlin mit hoher Geschwindigkeit in die Fahrerseite des gerade zuvor verunglückten Wagens von Kieth O’dor. O’dor starb später an den Verletzungen und anschließend auftretenden Komplikationen in einem Berliner Krankenhaus.
1999 nahm Biela mit einem Audi R8R an seinem ersten 24-Stunden-Rennen von Le Mans teil. In den drei folgenden Jahren konnte er mit seinen Teamkollegen Emanuele Pirro und Tom Kristensen das Rennen gewinnen. 2003 siegte er mit Marco Werner auf einem Audi R8 bei der American Le Mans Series (ALMS).
Im Jahr 2004 startete er neben Emanuele Pirro für das Team Joest Racing mit einem Audi A4 wieder bei der DTM.
Im Jahr 2006 gewann er zusammen mit dem Italiener Pirro und Marco Werner das 24-Stunden-Rennen von Le Mans auf Audi R10 TDI LMP1.
2007 bestritt er gemeinsam mit Audi die ALMS und gewann das 24-Stunden-Rennen in Le Mans zum fünften Mal. Bei der DTM in Oschersleben startete er als Ersatz für Tom Kristensen.
2008 startete Frank Biela für Audi Sport bei drei ALMS-Rennen und pilotierte gemeinsam mit Emanuele Pirro einen Audi R10 TDI. Darüber hinaus fuhr er erneut das 24-Stunden-Rennen von Le Mans zusammen mit Emuanuele Pirro und Marco Werner. Nach dem Rennen in Le Mans ist Frank Biela aktiv in die Entwicklung des neuen Audi R8 LMS / Audi R8 GT3 eingebunden.
2009 ist Frank Biela weiterhin in Entwicklung und Einsatz des Audi R8 LMS eingebunden. Er startet in der BFGoodrich Langstreckenmeisterschaft und beim 24-Stunden-Rennen auf dem Nürburgring in einem R8 LMS des Team Phoenix. Beim 49. ADAC Reinoldus-Langstreckenrennen gelang ihm gemeinsam mit Marc Basseng und Hans-Joachim Stuck der erste Sieg eines Audi R8 LMS in der VLN bzw. auf der Nordschleife des Nürburgrings. Einen ganz besonderen Sieg konnte Frank Biela im November 2009 ebenfalls auf dem Nürburgring erzielen. Beim MINI 24h-Rennen 2009, das im Rahmen des rallye racing Carrera Cup (rcco) ausgetragen wurde, konnte er ein 24h-Slotcar-Rennen gewinnen. Das Rennen fand in der Dunlop Lounge auf einer fast 40 Meter langen sechsspurigen Slotcar-Bahn statt. Teamkollegen von Frank Biela waren Matthias Parke, Christian Schön („Phantom“) und Thomas Voigt.
2010 war Frank Biela weiterhin in Entwicklung und Einsatz des Audi R8 LMS eingebunden. Er startet in der BFGoodrich Langstreckenmeisterschaft und beim 24-Stunden-Rennen auf dem Nürburgring in einem R8 LMS des Team Phoenix. Für die 2011er Ausgabe des 24-Stunden-Rennens auf dem Nürburgring ist er, gemeinsam mit Martin Tomczyk, Christian Hohenadel und Andrea Piccini auf einem von Audi und Raeder Motorsport gemeinschaftlich entwickelten Audi TT RS gemeldet.

## Statistik

### Le-Mans-Ergebnisse
| Jahr | Team                      | Fahrzeug     | Teamkollege    | Teamkollege    | Platzierung | Ausfallgrund |
| ---- | ------------------------- | ------------ | -------------- | -------------- | ----------- | ------------ |
| 1999 | Audi Sport Team Joest     | Audi R8R     | Emanuele Pirro | Didier Theys   | Rang 3      |              |
| 2000 | Audi Sport Team Joest     | Audi R8      | Emanuele Pirro | Tom Kristensen | Gesamtsieg  |              |
| 2001 | Audi Sport Team Joest     | Audi R8      | Emanuele Pirro | Tom Kristensen | Gesamtsieg  |              |
| 2002 | Audi Sport Team Joest     | Audi R8      | Emanuele Pirro | Tom Kristensen | Gesamtsieg  |              |
| 2003 | Audi Sport UK             | Audi R8      | Perry McCarthy | Mika Salo      | Ausfall     | Benzinpumpe  |
| 2004 | Audi Sport UK Team Veloqx | Audi R8      | Allan McNish   | Pierre Kaffer  | Rang 5      |              |
| 2005 | ADT Champion Racing       | Audi R8      | Emanuele Pirro | Allan McNish   | Rang 3      |              |
| 2006 | Audi Sport Team Joest     | Audi R10 TDI | Emanuele Pirro | Marco Werner   | Gesamtsieg  |              |
| 2007 | Audi Sport Team Joest     | Audi R10 TDI | Emanuele Pirro | Marco Werner   | Gesamtsieg  |              |
| 2008 | Audi Sport North America  | Audi R10 TDI | Emanuele Pirro | Marco Werner   | Rang 6      |              |

### Sebring-Ergebnisse
| Jahr | Team                      | Fahrzeug     | Teamkollege    | Teamkollege    | Platzierung | Ausfallgrund    |
| ---- | ------------------------- | ------------ | -------------- | -------------- | ----------- | --------------- |
| 1999 | Audi Sport Team Joest     | Audi R8R     | Perry McCarthy | Emanuele Pirro | Rang 5      |                 |
| 2000 | Audi Sport Team Joest     | Audi R8      | Tom Kristensen | Emanuele Pirro | Gesamtsieg  |                 |
| 2001 | Audi Sport Team Joest     | Audi R8      | Tom Kristensen | Emanuele Pirro | Rang 2      |                 |
| 2002 | Audi Sport Team Joest     | Audi R8      | Tom Kristensen | Emanuele Pirro | Rang 5      |                 |
| 2003 | Infineon Team Joest       | Audi R8      | Marco Werner   | Philipp Peter  | Gesamtsieg  |                 |
| 2004 | Audi Sport UK Team Veloqx | Audi R8      | Allan McNish   | Pierre Kaffer  | Gesamtsieg  |                 |
| 2005 | ADT Champion Racing       | Audi R8      | Allan McNish   | Emanuele Pirro | Rang 2      |                 |
| 2006 | Audi Sport North America  | Audi R10 TDI | Marco Werner   | Emanuele Pirro | Ausfall     | Motor überhitzt |
| 2007 | Audi Sport North America  | Audi R10 TDI | Marco Werner   | Emanuele Pirro | Gesamtsieg  |                 |

## Auszeichnungen
- ADAC Motorsportler des Jahres 2002